# Kanurennsport-Europameisterschaften 1965
Die Kanurennsport-Europameisterschaften 1965 fanden in Bukarest in Rumänien statt. Es waren die 8. Europameisterschaften, Ausrichter war der Internationale Kanuverband.

## Ergebnisse
Insgesamt wurden Wettbewerbe in 16 Kategorien ausgetragen, davon drei für Frauen.

### Herren

#### Kanadier
| Disziplin | Disziplin | Gold                                             | Leistung     | Silber                                     | Leistung     | Bronze                                       | Leistung     |
| --------- | --------- | ------------------------------------------------ | ------------ | ------------------------------------------ | ------------ | -------------------------------------------- | ------------ |
| C1        | 1.000 m   | Detlef Lewe                                      | 4:21,68 min  | Igor Lipalit                               | 4:24,92 min  | Jürgen Eschert                               | 4:26,91 min  |
| C1        | 10.000 m  | Andrei Igorov                                    | 52:58,10 min | Michail Samotin                            | 53:04,41 min | Herbert Koschnik                             | 54:23,21 min |
| C2        | 1.000 m   | SowjetunionStepan Oschtschepkow Andrij Chimitsch | 3:59,53 min  | SowjetunionWitali Galkow Michail Samotin   | 4:03,44 min  | DänemarkJohn Rungsted Sørensen Peer Norrbohm | 4:04,71 min  |
| C2        | 10.000 m  | SowjetunionWalerij Drybas Andrij Chimitsch       | 48:42,50 min | RumänienSimion Ismailciuc Lavrente Sidorov | 49:07,50 min | RumänienSerghei Covaliov Lavrente Calinov    | 49:15,46 min |

#### Kajak
| Disziplin | Disziplin     | Gold                                                                                            | Leistung     | Silber                                                                                 | Leistung     | Bronze                                                                               | Leistung     |
| --------- | ------------- | ----------------------------------------------------------------------------------------------- | ------------ | -------------------------------------------------------------------------------------- | ------------ | ------------------------------------------------------------------------------------ | ------------ |
| K1        | 500 Meter     | Aurel Vernescu                                                                                  | 1:51,32 min  | Dieter Krause                                                                          | 1:52,41 min  | Rolf Peterson                                                                        | 1:52,61 min  |
| K1        | 1.000 Meter   | Erik Hansen                                                                                     | 3:51,08 min  | Imre Kemecsey                                                                          | 3:53,61 min  | Imre Szöllősi                                                                        | 3:54,21 min  |
| K1        | 10.000 Meter  | László Ürögi                                                                                    | 47:07,88 min | Mihály Hesz                                                                            | 47:13,59 min | Avery Matkava                                                                        | 47:17,00 min |
| K1        | 4 × 500 Meter | RumänienAurel Vernescu Dimitrie Ivanov Vasilie Nicoară Atanasie Sciotnic                        | 7:36,08 min  | Deutsche Demokratische RepublikUwe Will Dieter Krause Friedhelm Wentzke Jürgen Nentwig | 7:38,46 min  | UngarnAndrás Szente László Kovács György Mészáros Mihály Hesz                        | 7:38,83 min  |
| K2        | 500 Meter     | RumänienDimitrie Ivanov Vasilie Nicoară                                                         | 1:42,20 min  | SowjetunionWladimir Obraszow Georgi Karjuchin                                          | 1:44,30 min  | UngarnGyörgy Mészáros András Szente                                                  | 1:44,35 min  |
| K2        | 1.000 Meter   | RumänienDimitrie Ivanov Vasilie Nicoară                                                         | 3:30,35 min  | RumänienAurel Vernescu Atanasie Sciotnic                                               | 3:31,29 min  | UngarnLászló Fábián Imre Szöllősi                                                    | 3:32,01 min  |
| K2        | 10.000 Meter  | UngarnImre Szöllősi László Fábián                                                               | 42:46,04 min | UngarnZoltan Novotny Csaba Giczy                                                       | 43:37,35 min | Deutsche Demokratische RepublikEdmond Frenzel Peter Ebeling                          | 43:50,38 min |
| K4        | 1.000 Meter   | RumänienDimitrie Ivanov Vasilie Nicoară Andrei Conţolenco Ion Terente                           | 3:17,20 min  | RumänienMihai Țurcaș Casile Husarenko Aurel Vernescu Atanase Sciotnic                  | 3:17,10 min  | BR DeutschlandBernard Schulze Ernst Blasek Erich Kemnitz Erich Suhrbier              | 3:18,60 min  |
| K4        | 10.000 Meter  | Deutsche Demokratische RepublikGünter Holzvoigt Siegwart Karbe Wolfgang Finger Wolfgang Niedrig | 38:47,67 min | SowjetunionIgor Pissarew Ibragim Khasanov Avery Matkava Konstantin Nazarov             | 38:50,99 min | SowjetunionAnatoli Grischin Wolodymyr Morosow Wjatscheslaw Ionow Mykola Tschuschykow | 39:15,35 min |

### Frauen

#### Kajak
| Disziplin | Disziplin | Gold                                                                                  | Leistung    | Silber                                                                             | Leistung    | Bronze                                                                  | Leistung    |
| --------- | --------- | ------------------------------------------------------------------------------------- | ----------- | ---------------------------------------------------------------------------------- | ----------- | ----------------------------------------------------------------------- | ----------- |
| K1        | 500 Meter | Ludmila Chvedosiuk                                                                    | 2:13,99 min | Antonina Seredina                                                                  | 2:15,00 min | Renate Breuer                                                           | 2:18,15 min |
| K2        | 500 Meter | SowjetunionMarija Schubina Antonina Seredina                                          | 1:57,70 min | SowjetunionLubov Sinitchkina Ludmila Chvedosiuk                                    | 1:55,07 min | BR DeutschlandElke Felten Roswitha Esser                                | 1:55,27 min |
| K4        | 500 Meter | SowjetunionLudmila Chvedosiuk Antonina Seredina Marija Schubina Nadeschda Lewtschenko | 1:44,03 min | PolenIzabella Antonowicz Jadwiga Doering Stanisława Szydłowska Agnieszka Wyszyńska | 1:46,44 min | BR DeutschlandElke Felten Roswitha Esser Irene Pepinghege Renate Breuer | 1:51,10 min |

## Medaillenspiegel
| Platz  | Land                            | Gold | Silber | Bronze | Gesamt |
| ------ | ------------------------------- | ---- | ------ | ------ | ------ |
| 1      | Rumänien                        | 6    | 4      | 1      | 11     |
| 2      | Sowjetunion                     | 5    | 6      | 2      | 13     |
| 3      | Ungarn                          | 2    | 3      | 4      | 9      |
| 4      | Deutsche Demokratische Republik | 1    | 2      | 2      | 5      |
| 5      | BR Deutschland                  | 1    | 0      | 5      | 6      |
| 6      | Dänemark                        | 1    | 0      | 1      | 2      |
| 7      | Polen                           | 0    | 1      | 0      | 1      |
| 8      | Schweden                        | 0    | 0      | 1      | 1      |
| Gesamt |                                 | 16   | 16     | 16     | 48     |